# 河合利光
河合 利光（かわい としみつ、1948年 - ）は、日本の文化人類学者。園田学園女子大学名誉教授。

## 来歴
愛知県出身。東京都立大学 (1949-2011)大学院社会科学研究科社会人類学専攻修了。99年「ミクロネシア・チューク環礁の身体観と形象認識」で博士(社会人類学、東京都立大学)。
園田学園女子大学文学部専任講師に着任後、同助教授を経て教授となっている。退官後は同校名誉教授。同大学および大阪大学講師。オセアニアと東南アジアの各地でフィールドワークを行う。身体・生命・社会文化を総合的に捉える比較食文化論、家族・親族・産育文化論に関する著書・論文が多い。
子は河合洋尚。

## 著書

### 単著・編著
- 『生活文化論－文化人類学の視点から』建帛社(編著、1995年)
- 『Chieftainships in Southern Oceania－Continuity and change』Japan-Oceania Society for Cultural Exchanges(編著、1998年)
- 『比較食文化論－文化人類学の視点から』建帛社(編著、2000年)
- 『身体と形象－ミクロネシア伝承世界の民族誌的研究』風響社(単著、2001年)
- 『オセアニアの現在－持続と変容の民族誌』人文書院(編著、2002年)
- 『食からの異文化理解－テーマ研究と実践』時潮社(編著、2006年)
- 『生命観の社会人類学－フィジー人の身体、性差、ライフシステム』風響社(単著、2009年)
- 『世界の食に学ぶ―国際化の比較食文化論』時潮社(編著、2011年)
- 『家族と生命継承―文化人類学的研究の現在』時潮社(編著、2012年)
- 『神が創った楽園－オセアニア／観光地の経験と文化』時潮社(単著、2015年)

### 訳書
- 『家族と親族－社会人類学論集』未来社(村武精一編、共訳、1981年)(新装版、1992年)
- 『親族集団と社会構造』未来社(R.M.キージング著、共訳、1982年)